# Euchlaena argillaria
Euchlaena argillaria là một loài bướm đêm trong họ Geometridae.